# تیا گلدی
تیا گلدی (انگلیسی: Teyah Goldie؛ زادهٔ ۲۷ ژوئن ۲۰۰۴) بازیکن فوتبال اهل انگلستان است که در حال حاضر برای آرسنال در سوپر لیگ زنان انگلستان بازی می‌کند.
وی همچنین در تیم ملی فوتبال زیر ۱۹ سال زنان انگلستان بازی کرده است.